# Star Sports (mạng truyền hình Ấn Độ)
Star Sports (tên gọi cũ: Prime Sports) là một kênh truyền hình cáp về thể thao của Ấn Độ được sở hữu bởi Star India. Nội dung phát sóng của Star Sports là các chương trình thể thao. Đây là kênh phát sóng chính thức Giải bóng đá ngoại hạng Anh ở Châu Á. Kênh được phát sóng tại Bangladesh, Pakistan, Ấn Độ, Sri Lanka và nhiều khu vực thuộc châu Á khác.
Năm 2013, Star India tiếp quản công việc kinh doanh tại Ấn Độ và khởi chạy lại các kênh dưới biểu ngữ Star Sports thống nhất vào năm 2013. Gautam Thakar là Giám đốc điều hành của Star Sports.

## Các kênh
- Star Sports 1*
- Star Sports 2*
- Star Sports 3 cũng có trong Malayalam nguồn cấp dữ liệu
- Star Sports Select 1*
- Star Sports Select 2*
- Star Sports First
- Star Sports 1 Hindi*
- Star Sports 1 Tamil
- Star Sports 1 Telugu
- Star Sports 1 Kannada
- Star Sports 1 Bangla
- Star Sports 1 Marathi

*Cho biết kênh cũng có sẵn ở chế độ HD.

## Logo kênh

Logo Star Sports châu Á từ năm 2001-2008.
Logo Star Sports châu Á từ năm 2009-2021.